# Tram van Stockholm

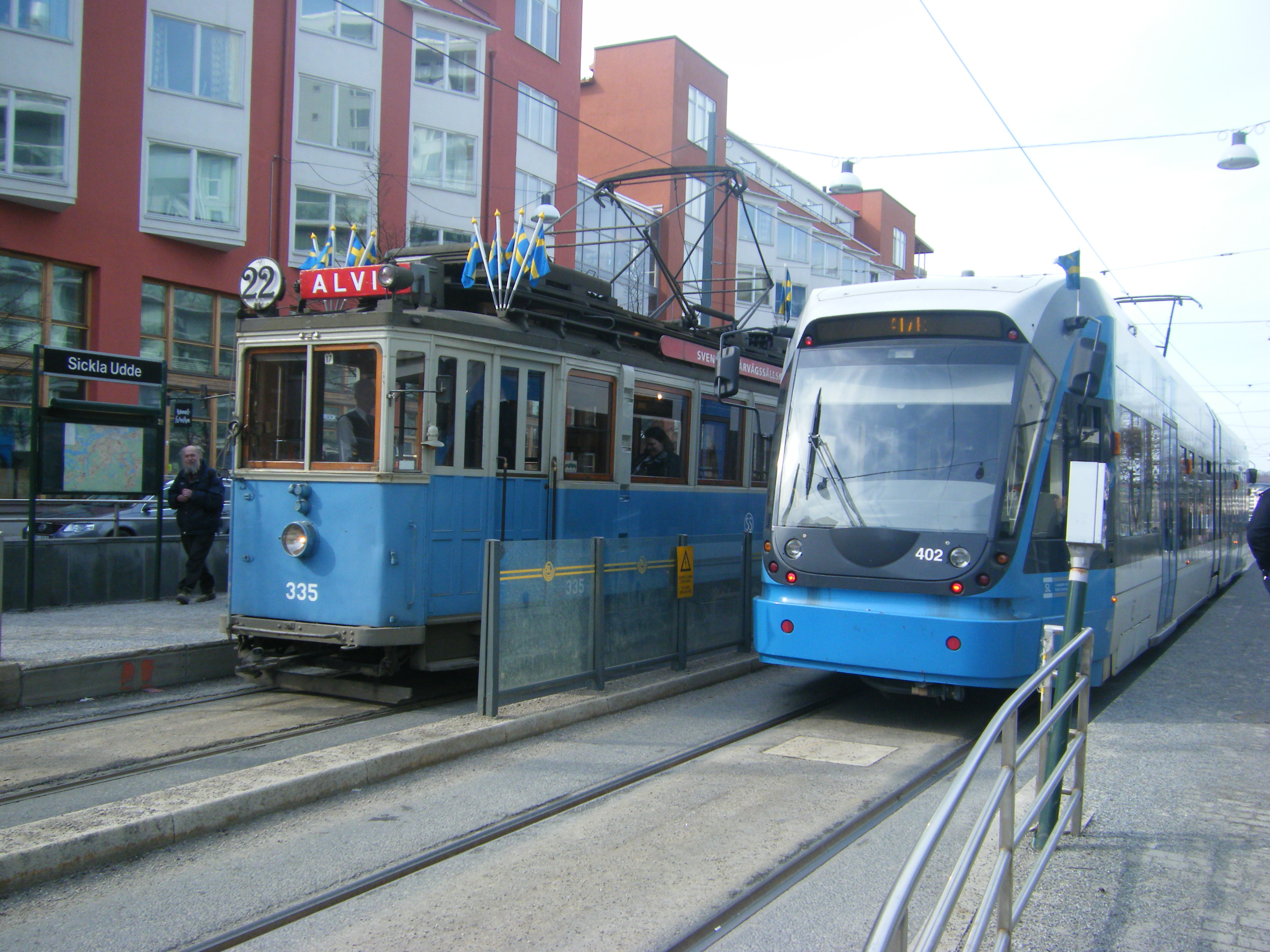
Oude en nieuwe tram op de Tvärbanan (lijn 22); 2010.

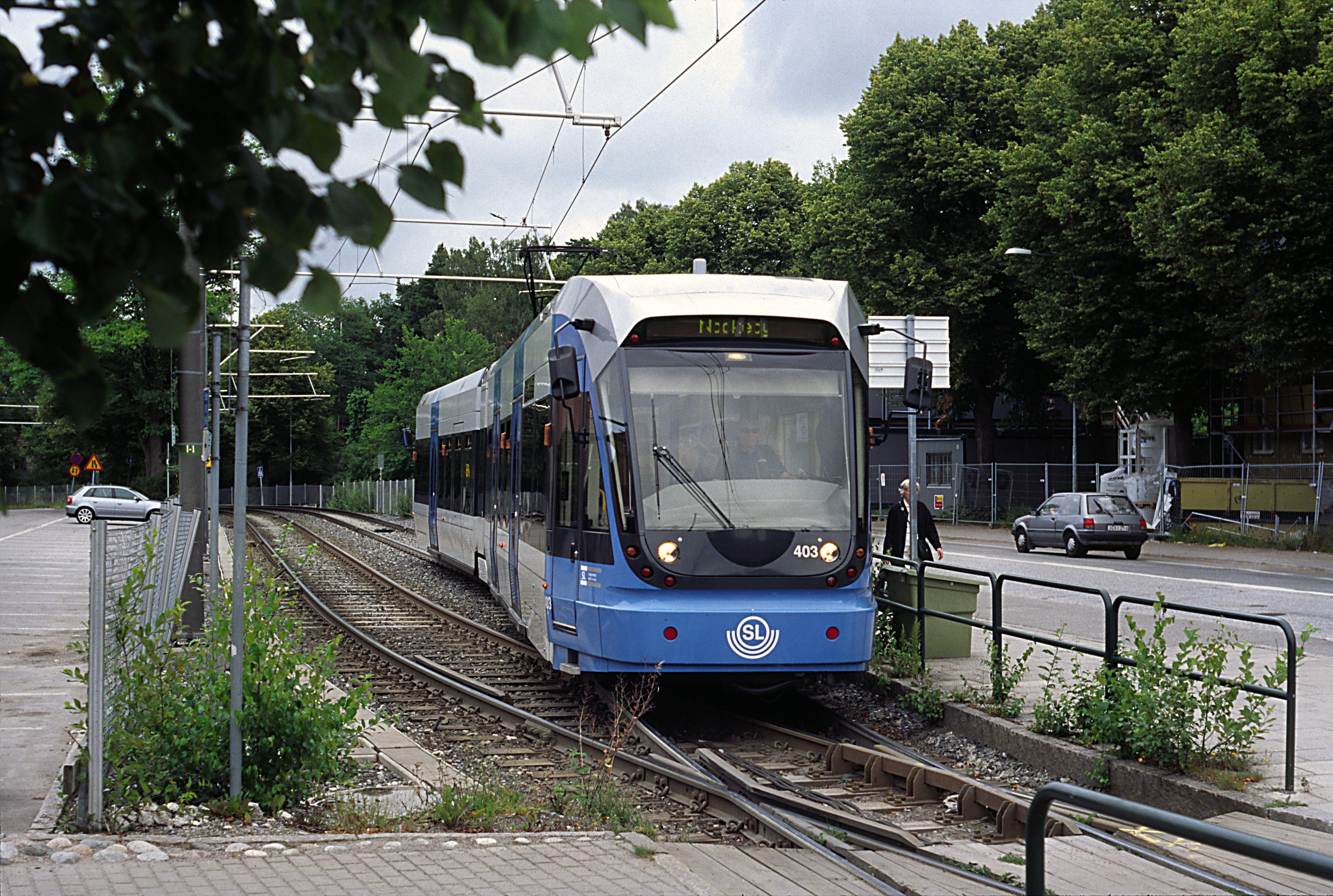
Nockebybanan (lijn 12), tram naar Nockeby bij de spoorwissel van links naar rechtsverkeer; juli 2004.

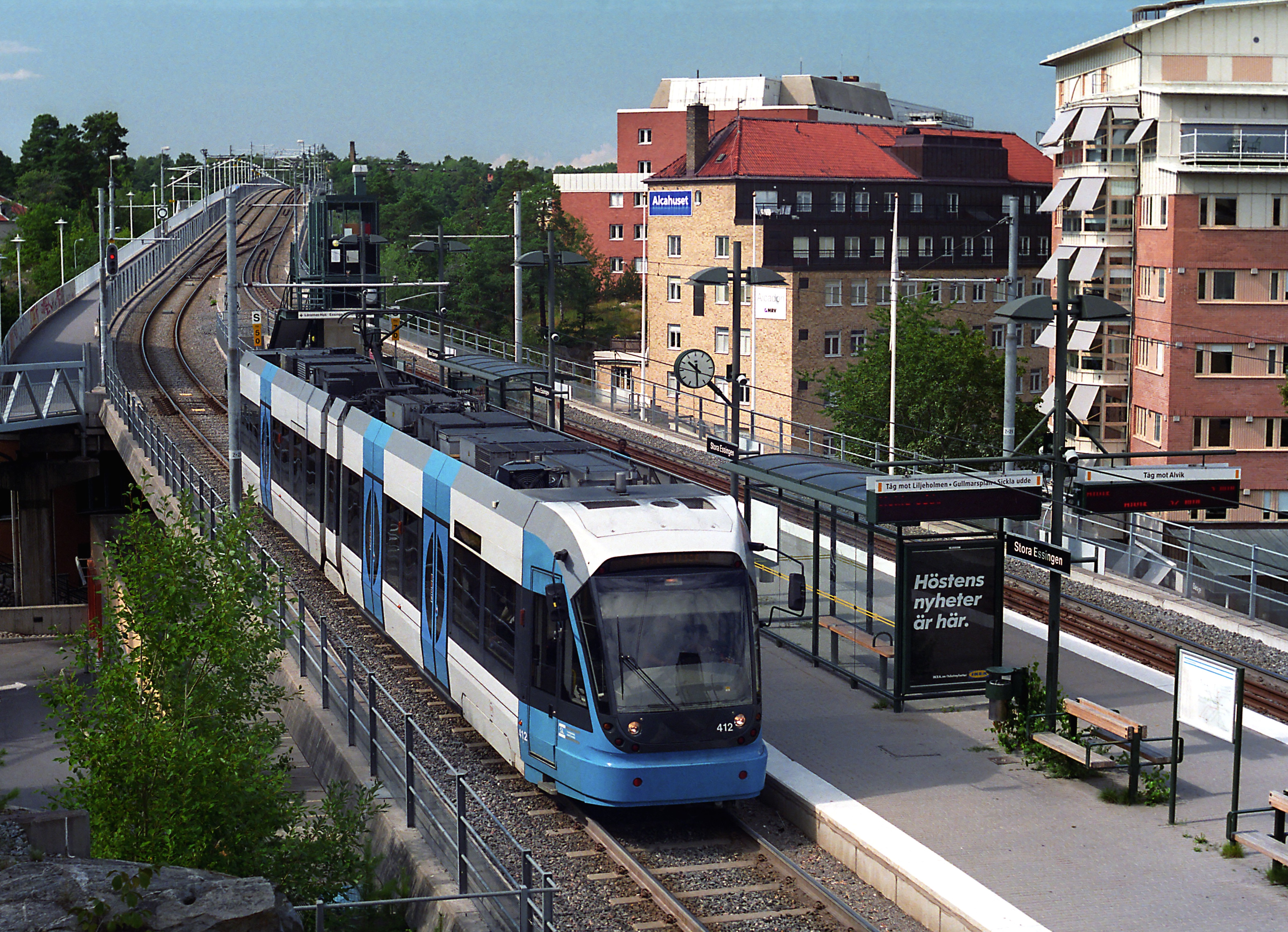
Tram naar Sickla udde, daarachter de voor de Tvärbanan (lijn 22) nieuwgebouwde brug naar Alvik; 11 augustus 2007.

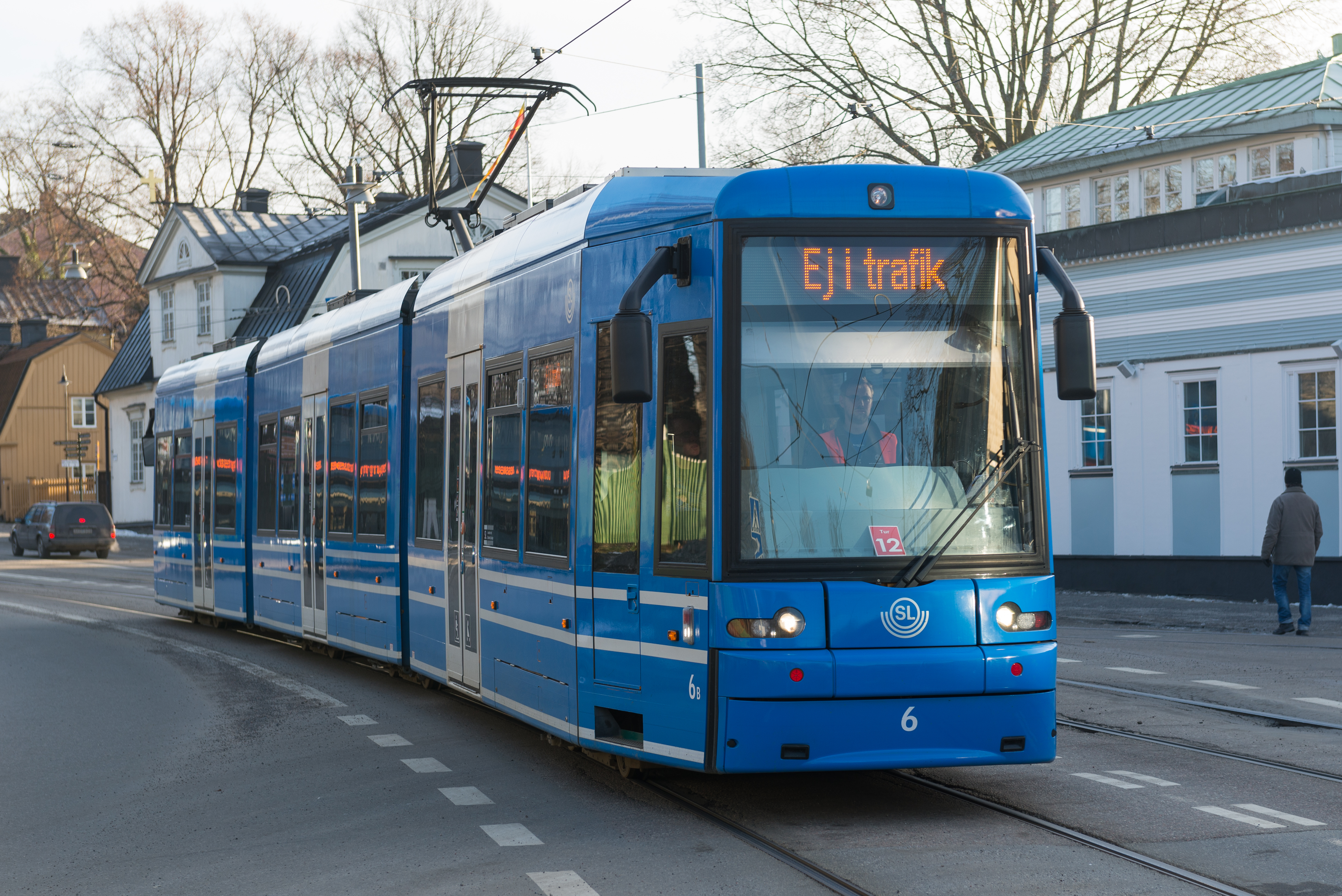
Een tram van het type A34, dit is de Zweedse versie van de Flexity Classic op de Djurgårdsvägen, Djurgården; 1 februari 2013.

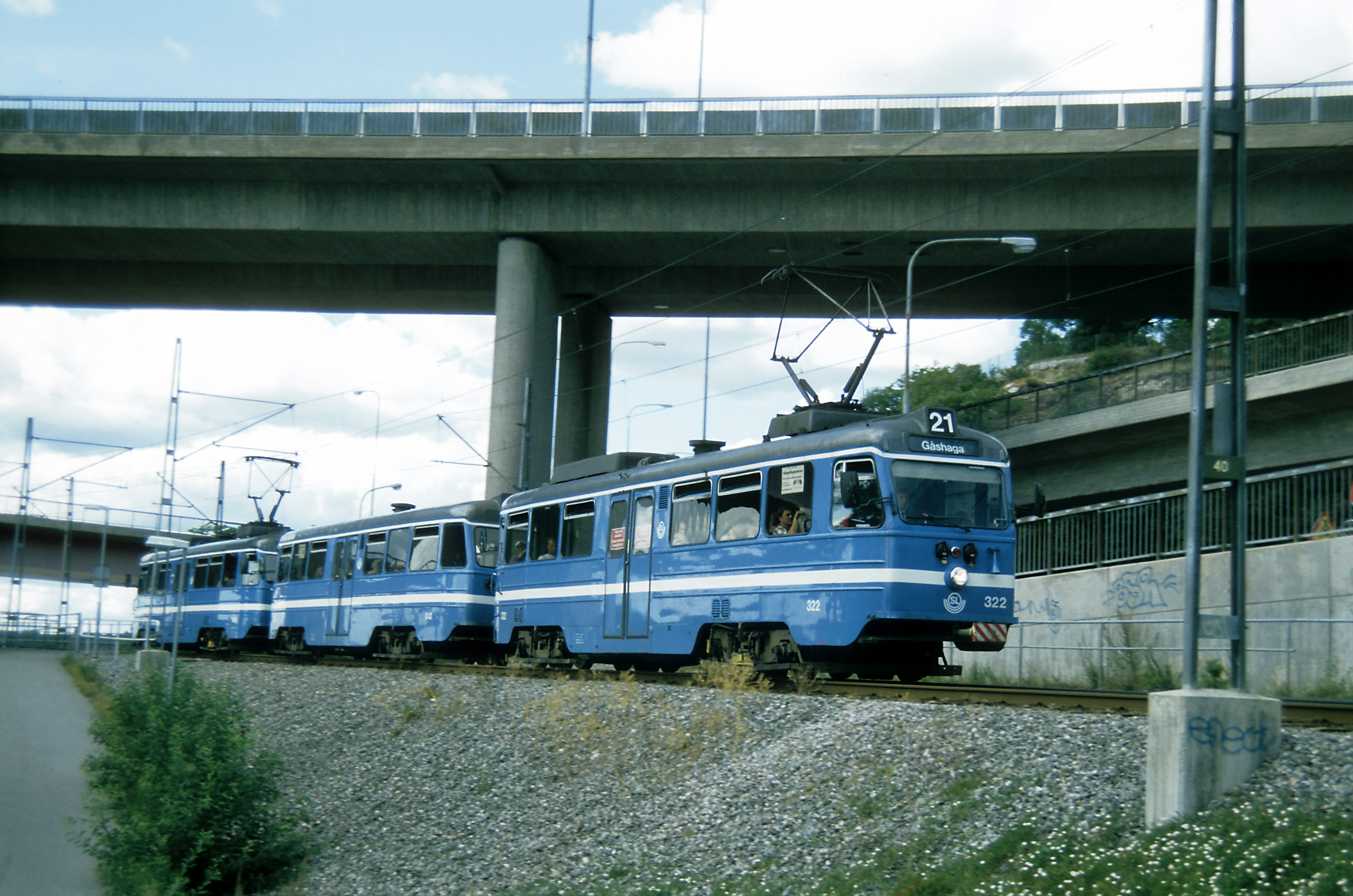
Driewagentram type A24 na het verlaten van de Lidingöbrug; 4 augustus 1996.

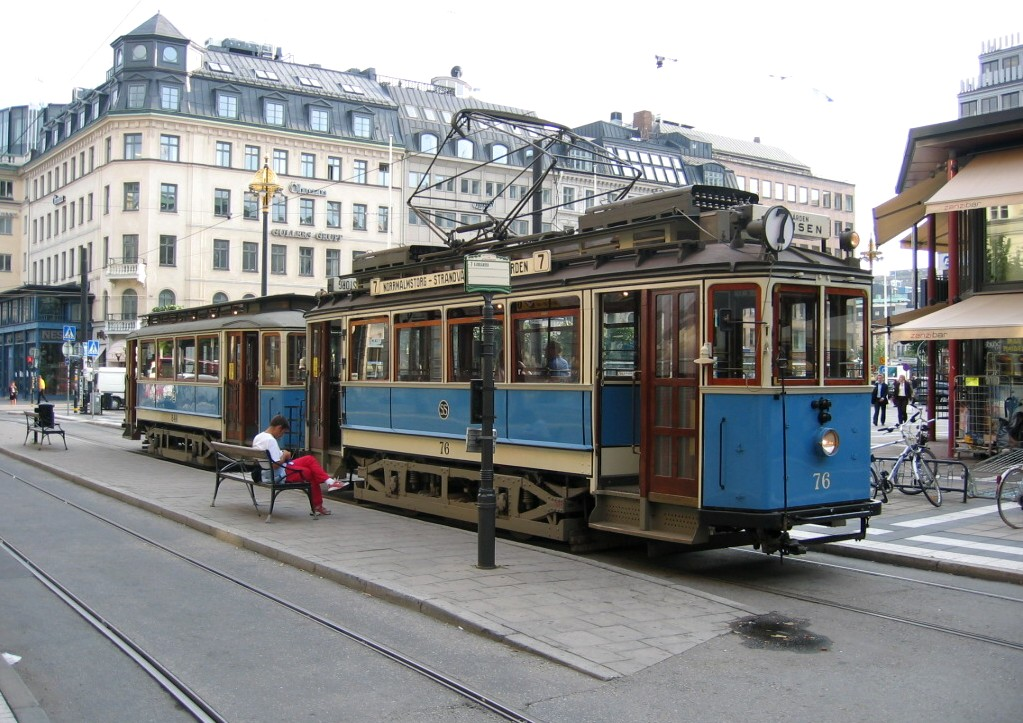
Motorwagen 76 (type A1) met bijwagen 846 (type B19) op het plein Norrmalmstorg op de Djurgårdslinjen (lijn 7) in Stockholm; 14 augustus 2006.

De Tram van Stockholm is na de metro het belangrijkste vervoermiddel in de Zweedse hoofdstad. Het bedrijf wordt geëxploiteerd door Storstockholms Lokaltrafik (SL) en rijdt op normaalspoor (1435 mm).

## Geschiedenis
De eerste paardentramlijn werd geopend in 1877. In 1901 werd de eerste elektrische tramlijn geopend, die een grotere capaciteit had dan de paardentram. Het tramnet werd vervolgens verder uitgebreid en ook de buitenwijken en voorsteden kregen tramverbindingen. In 1933 kwam de eerste tramtunnel in gebruik bij Slussen in de binnenstad. Deze werd later in gebruik genomen voor de metro. In 1941 werd tramlijn 11 vervangen door een trolleybus, die bleef rijden tot 1964.
Ook in 1941 werd besloten tot aanleg van metrolijnen. Zo werden de voorstadslijnen in de jaren 1950-1964 vervangen door metrolijnen. De nieuwere lijnen waren al op vrije baan gelegd, geschikt voor de metro. Dit betrof de lijnen 11, 12 (gedeeltelijk), 13, 14, 16, 17 en 19, de metrolijnen kregen gedeeltelijk dezelfde lijnnummers.
Vanaf 1946 werden nog een reeks moderne vierassige trams aangeschaft, de Mustangs, die tot 1967 bleven rijden. In 1957 werd besloten het tramverkeer in de binnenstad voor 1975 op te heffen. Toen in 1963 werd besloten dat Zweden van linksverkeer op rechtsverkeer zou overgaan betekende dit het einde van de stadstramlijnen.
In 1959 bestonden nog de lijnen: 1, 2, 3, 4, 5, 6, 7, 8, 10, 12, 13, 14, 15, 16, 17, 20 en 21. Op Dagen H (overgang van links verkeer op rechtsverkeer; 3 september 1967) werden de laatste nog overgebleven tramlijnen in de binnenstad van Stockholm opgeheven. Dit betrof de lijnen 4, 6, 7 en 8. Lijn 10 was kort tevoren verdwenen. Zij moesten ruimte maken voor het groeiende autoverkeer. Al het voor een deel nog vrij moderne trammaterieel uit de jaren veertig werd gesloopt, omdat verbouwing tot rechtsverkeer te duur werd bevonden.

## Huidige lijnen
Alleen de op vrije baan liggende tramlijnen 12 (Nockebybanan), 20 en 21 (Lidingöbanan) bleven na 1967 in gebruik. Lijn 20 (Norra Lidingöbanan) op het eiland Lidingö werd in 1971 opgeheven. Deze lijnen waren aanvoerlijnen voor de metro en hadden een aansluiting op een metrostation. Hier reed tweerichtingmaterieel van het type A24 dat voor links- en rechtsverkeer geschikt was.
In 1991 werd tramlijn 7 (Djurgårdslinjen) geopend als toeristenlijn met historisch trammaterieel. Een groot deel van de rails van de vroegere tramlijn 7 was nog onder het asfalt aanwezig en kon weer opnieuw in gebruik worden genomen. De lijn verbindt sindsdien het plein Norrmalmstorg met Waldemarsudde, gelegen in Djurgården.
Op 21 augustus 2010 werd de nieuwe lijn 7 onder de naam Spårväg City officieel geopend als stadstramlijn, pas drie dagen later reden ook de eerste reguliere trams. Deze dienst wordt uitgevoerd met Flexity Classic-trams. Deze lijn begint westelijker in het centrum van de stad, op het plein Sergels torg, waar ook het centraal metrostation T-Centralen zich bevindt. De route voert vervolgens over de Djurgårdsbron (brug), langs Skansen en eindigt in het stadsdeel Djurgården. Daarnaast rijden er nog steeds museumtrams tussen Norrmalmstorg en Skansenlingan.
In 2000 werd het eerste gedeelte van de nieuwe Tvärbanan (lijn 22) geopend vanaf Alvik, waar ook het metrostation Alvik en een halte van tramlijn 12 zich bevinden, naar de stadsdelen Stora Essingen, Gröndal, Liljeholmen, Årsta en Johanneshov, om vervolgens te eindigen in Sickla. Op de lijn rijden trams van het type A32 van Bombardier.
Een verlenging naar het noorden, richting Solna, is op 28 oktober 2013 geopend, waar de lijn een overstapstation heeft met de blauwe lijn van de Stockholmse metro. In totaal wordt de lijn uitgebreid met 8 stations. In 2014 komt er nog een verlenging naar Solna.
Het tramnet van Stockholm bestaat tegenwoordig uit vier lijnen, plus een aftakking van lijn 7 die als museumlijn wordt gebruikt. Naast deze lijnen wordt soms het nummer 7E gebruikt. Deze lijn wordt tijdens een drukke spits ingezet op het tracé van lijn 7, maar heeft, net als de museumlijn, zijn eindpunt op Norrmalmstorg.

## Toekomst
De oude lijnen 12 en 21 zijn of worden gemoderniseerd, waarbij de oude vierassers type A24 uit de jaren veertig worden vervangen door nieuw materieel van Bombardier en CAF. Ook de baan is of wordt vernieuwd, zodat de functie als metro-aanvoerlijn blijft bestaan.
Een verlenging van lijn 7 via Frihamnen naar Ropsten, waar een aansluiting komt op lijn 21, is gepland. Ook een verlenging in westelijke richting van Sergels Torg naar het westen bestaat tot de mogelijkheden. Voor lijn 22 is in 2015 een verlenging van Sickla udde naar Sickla voorzien, met aansluiting op de Saltsjöbanan.
| Lijn | Naam            | Route                        | Lengte  | Haltes | Tramstel   | Depot         | Geopend |
| ---- | --------------- | ---------------------------- | ------- | ------ | ---------- | ------------- | ------- |
| 7    | Spårväg City    | Sergels torg – Waldemarsudde | 3,5 km  | 11     | A34        | Alkärrshallen | 2010    |
| 7N   | Djurgårdslinjen | Norrmalmstorg – Skansen      | 2.9 km  | 7      | Museumlijn | Alkärrshallen | 1991    |
| 12   | Nockebybanan    | Nockeby – Alvik              | 5.7 km  | 10     | A32        | Brommadepån   | 1914    |
| 21   | Lidingöbanan    | Ropsten – Gåshaga brygga     | 9.2 km  | 14     | A30B/B30B  | Lidingödepån  | 1914    |
| 22   | Tvärbanan       | Sickla udde – Alvik          | 11.5 km | 17     | A32        | Brommadepån   | 2000    |

## Fotogalerij

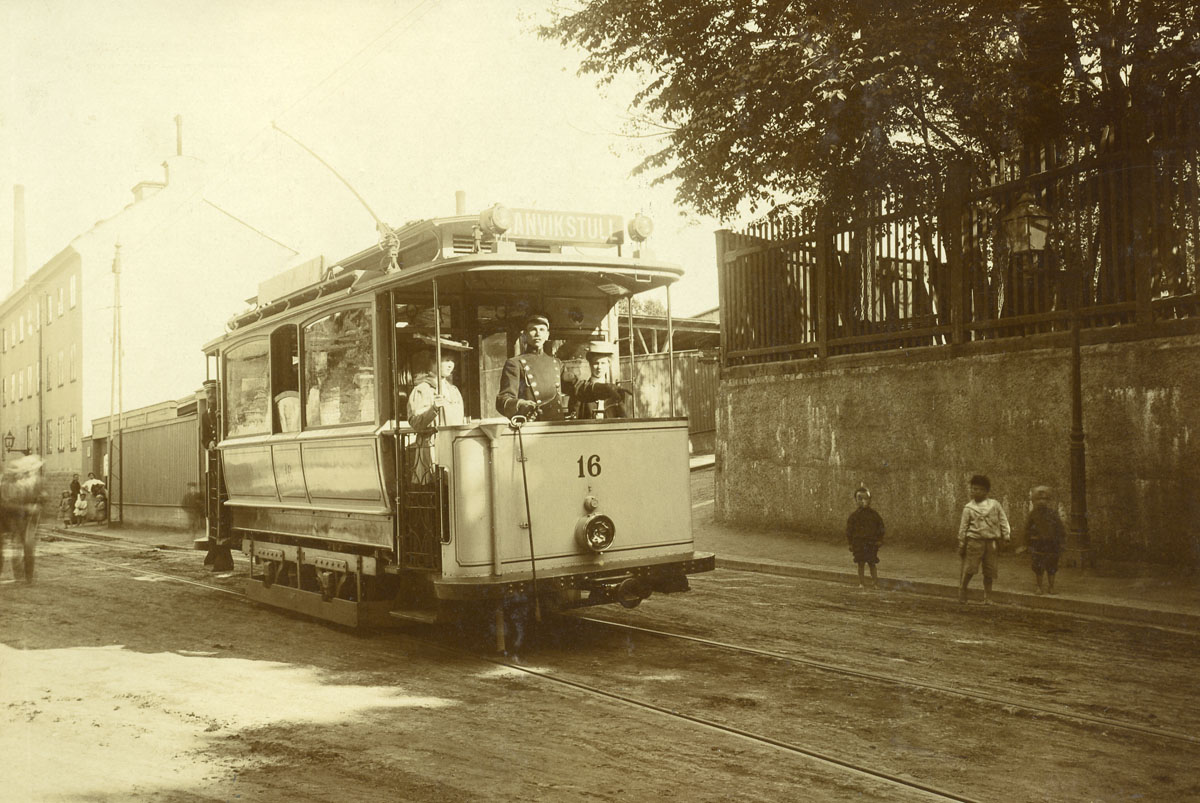
Motorwagen 16 op de Danviksgatan in 1908, in de begintijd van de elektrische tram van Stockholm.
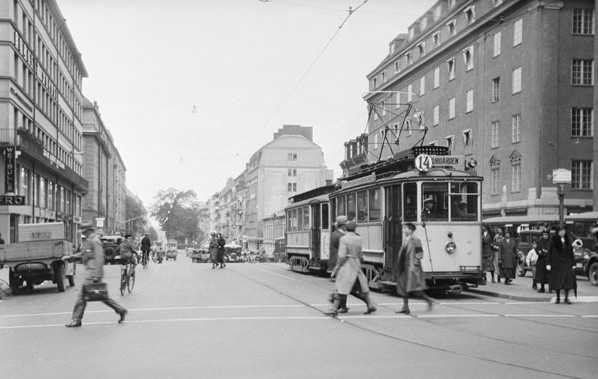
Lijn 14, linksrijdend, in de binnenstad in 1931.
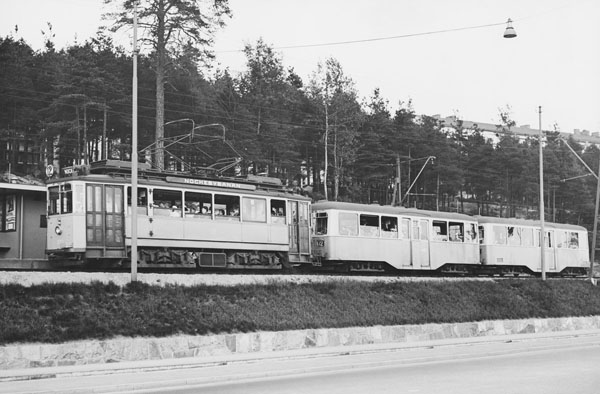
Lijn 12 te Alvik in 1937.
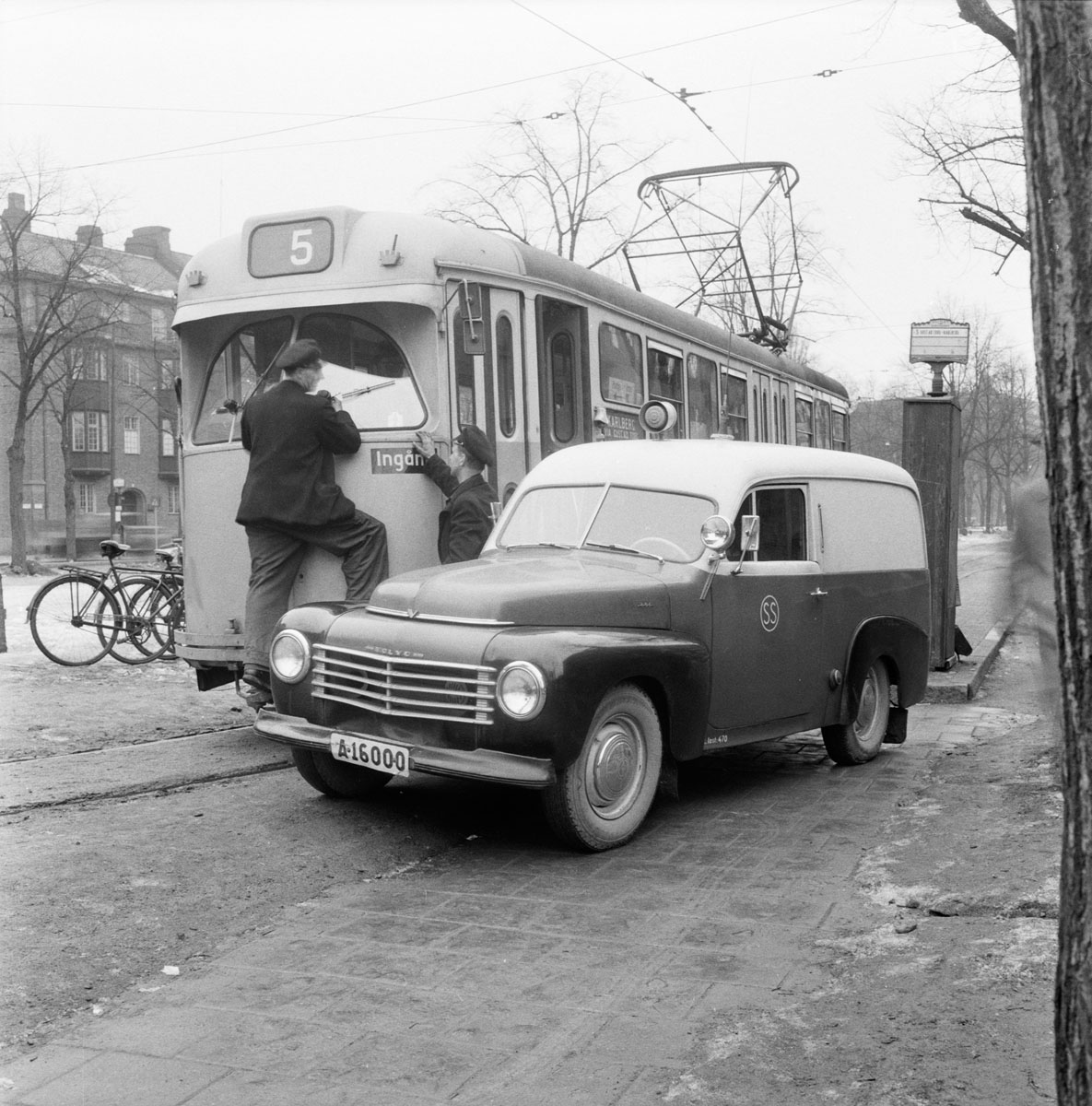
PCC-tram (type A28) wordt onderweg gerepareerd, 1954
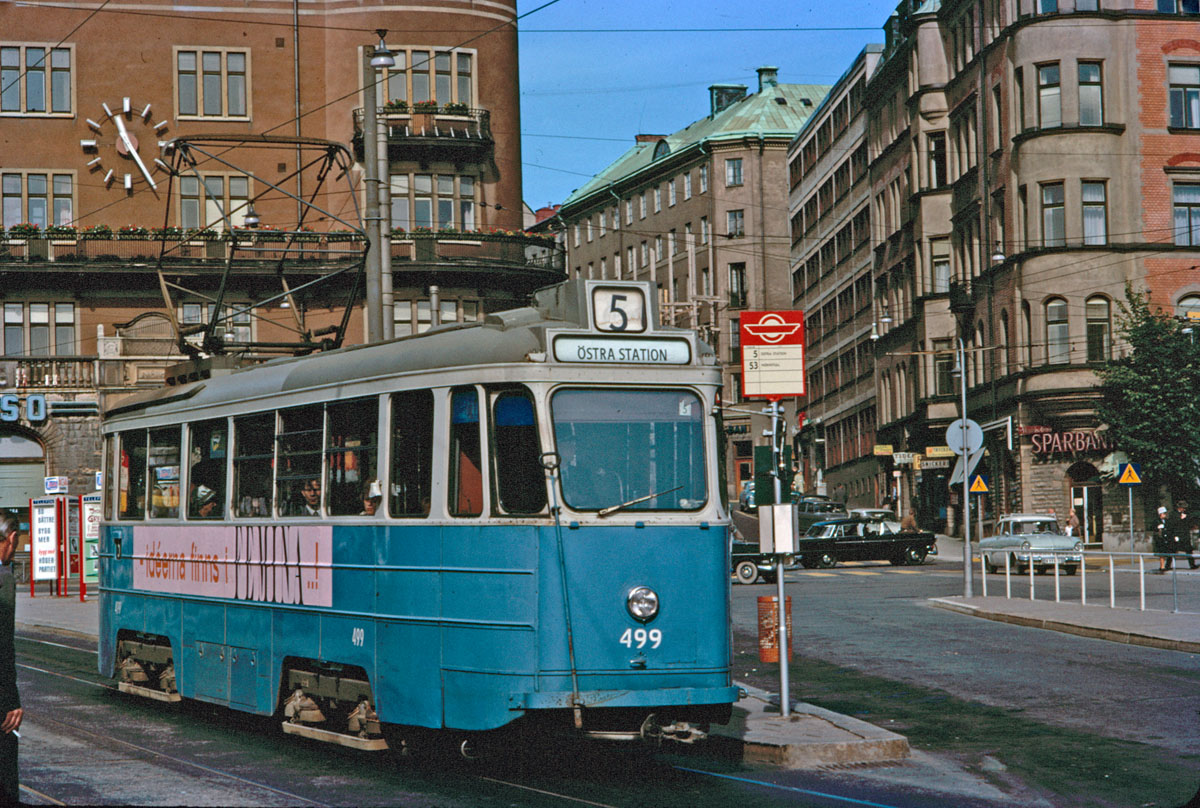
Mustang A26 op lijn 5, Norra Bantorget, 1962
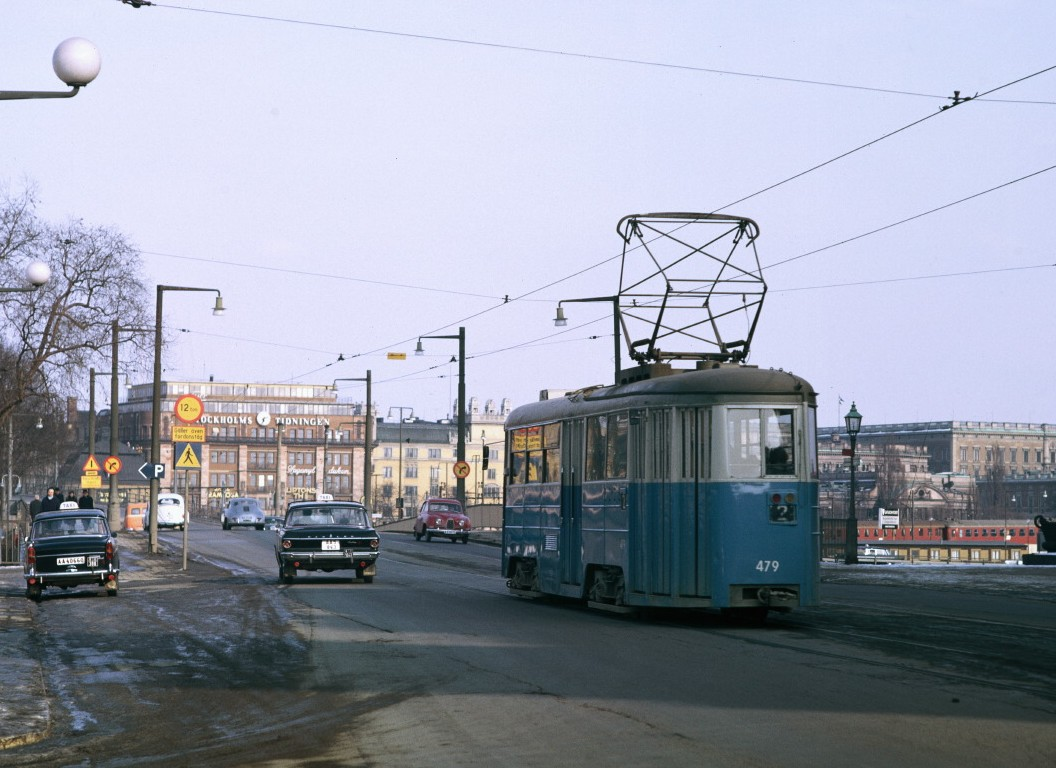
Lijn 2 met linksverkeer in 1963.
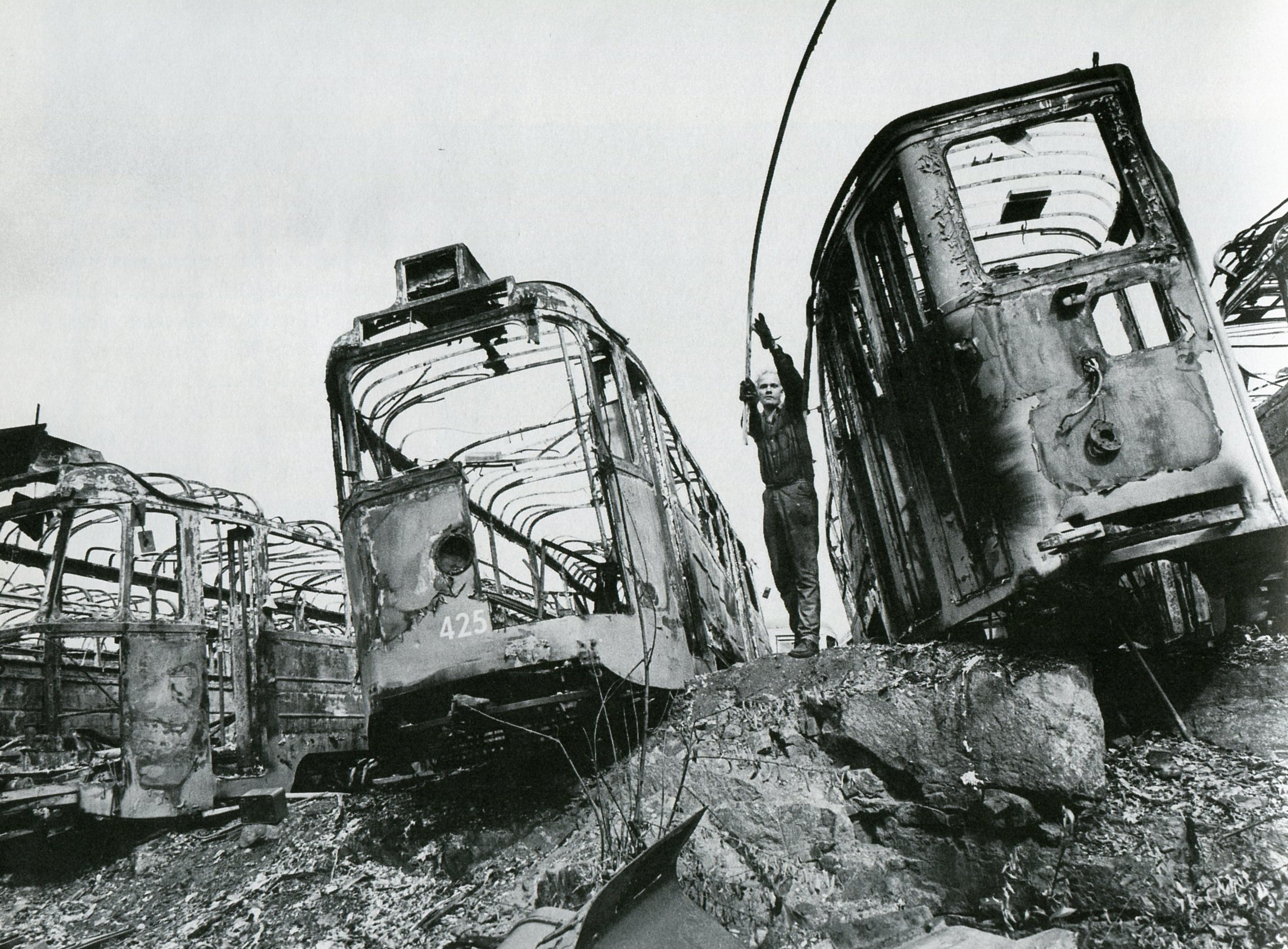
Nog goed bruikbare trams worden in 1967 gesloopt.
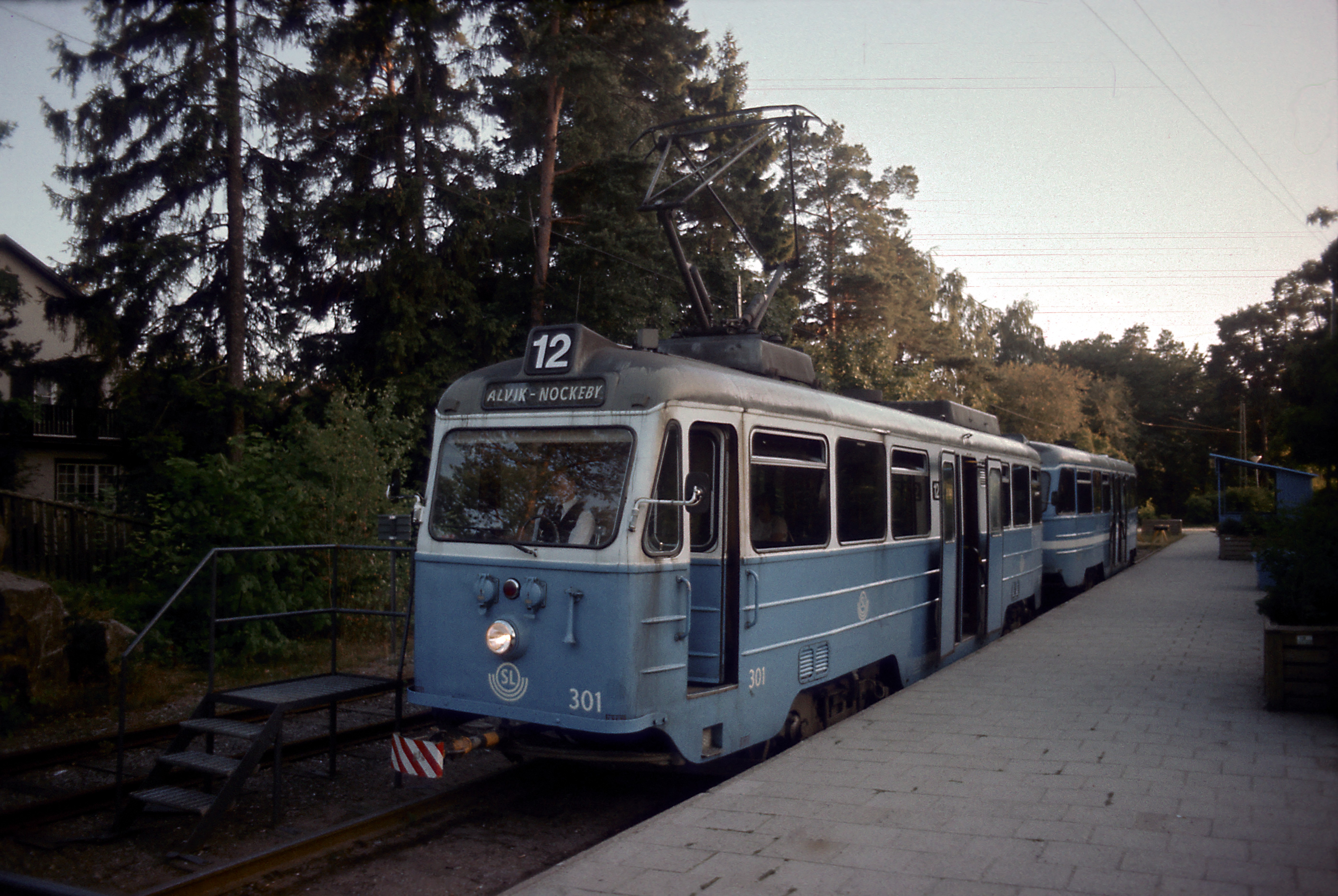
Motorwagen ET 301 (type A24) op lijn 12 te Nockeby, voor vertrek naar Alvik; juli 1992.
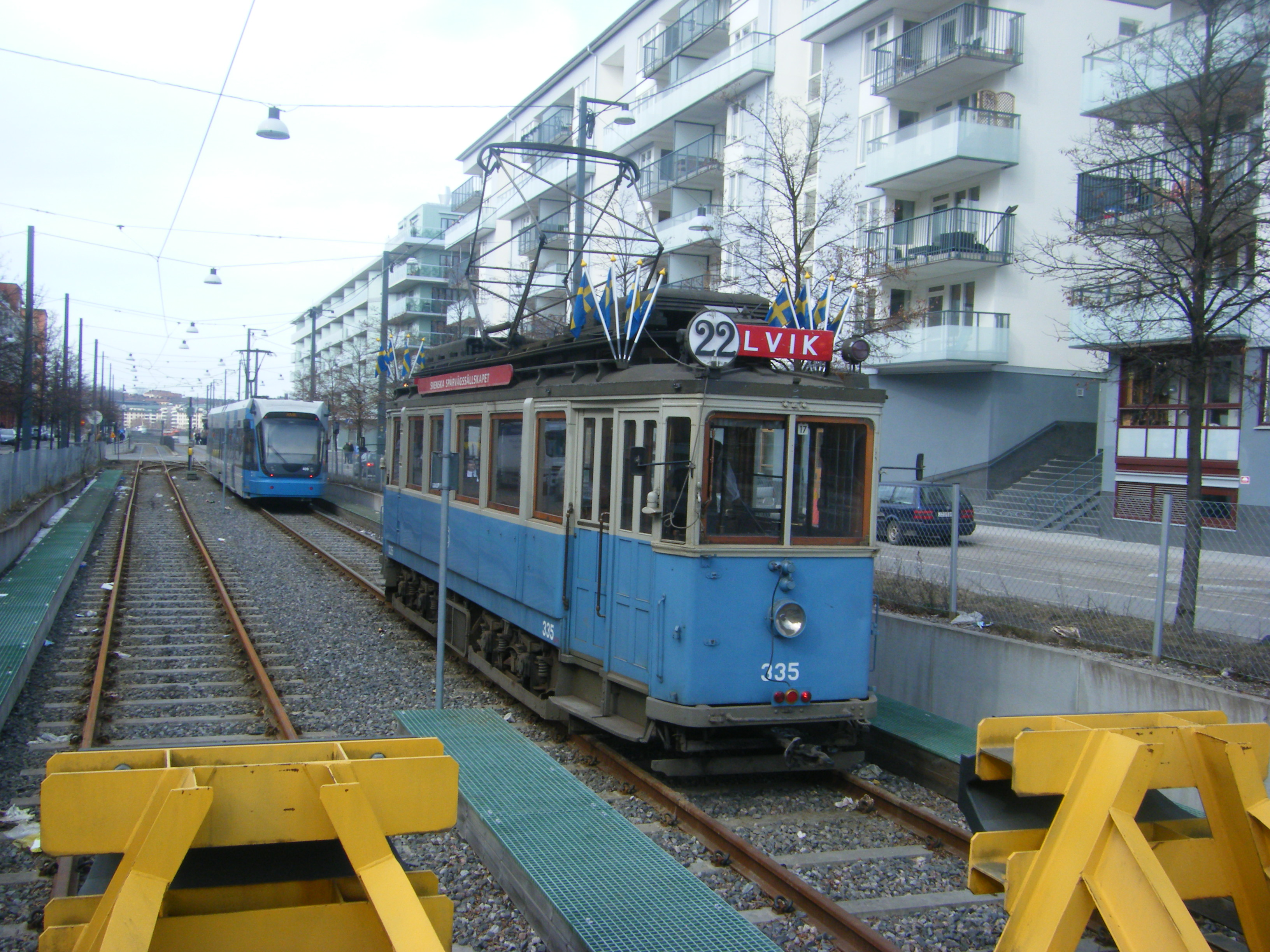
Museummotorwagen 335 op de Tvärbanan (lijn 22); 4 april 2010.
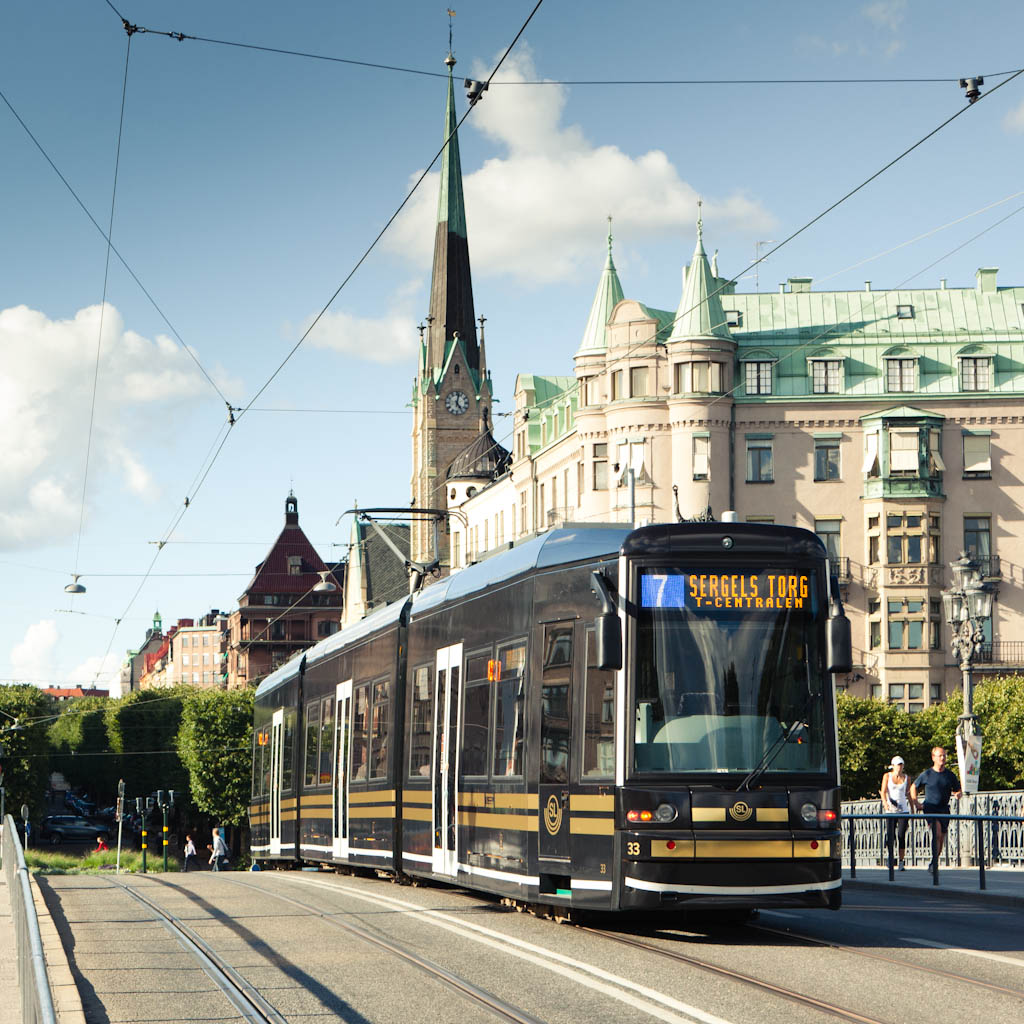
Flexity Classic tram op de Djurgårdsbron (brug); 23 augustus 2010.
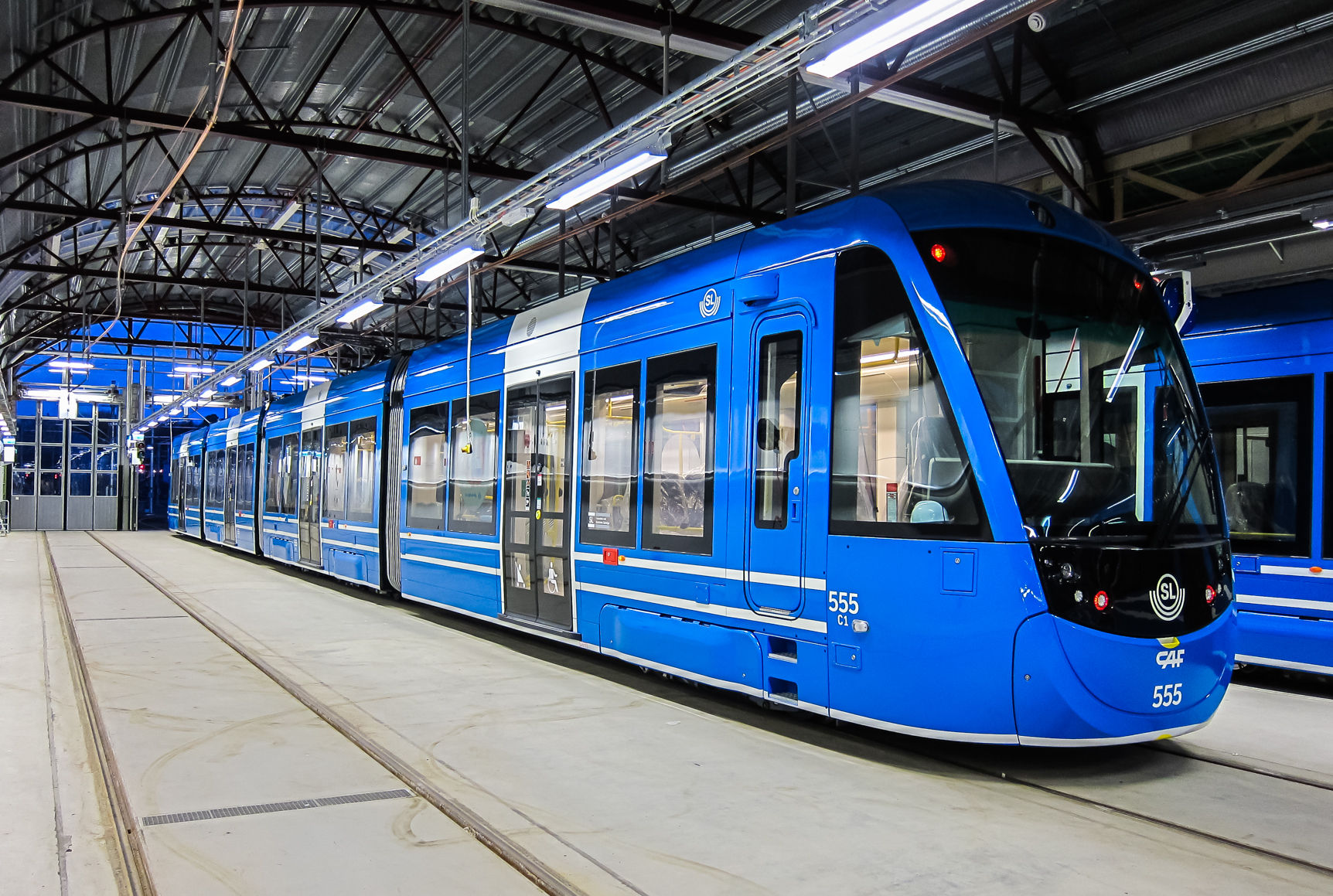
A36: vierdelige CAF Urbos AXL tram; 2014.
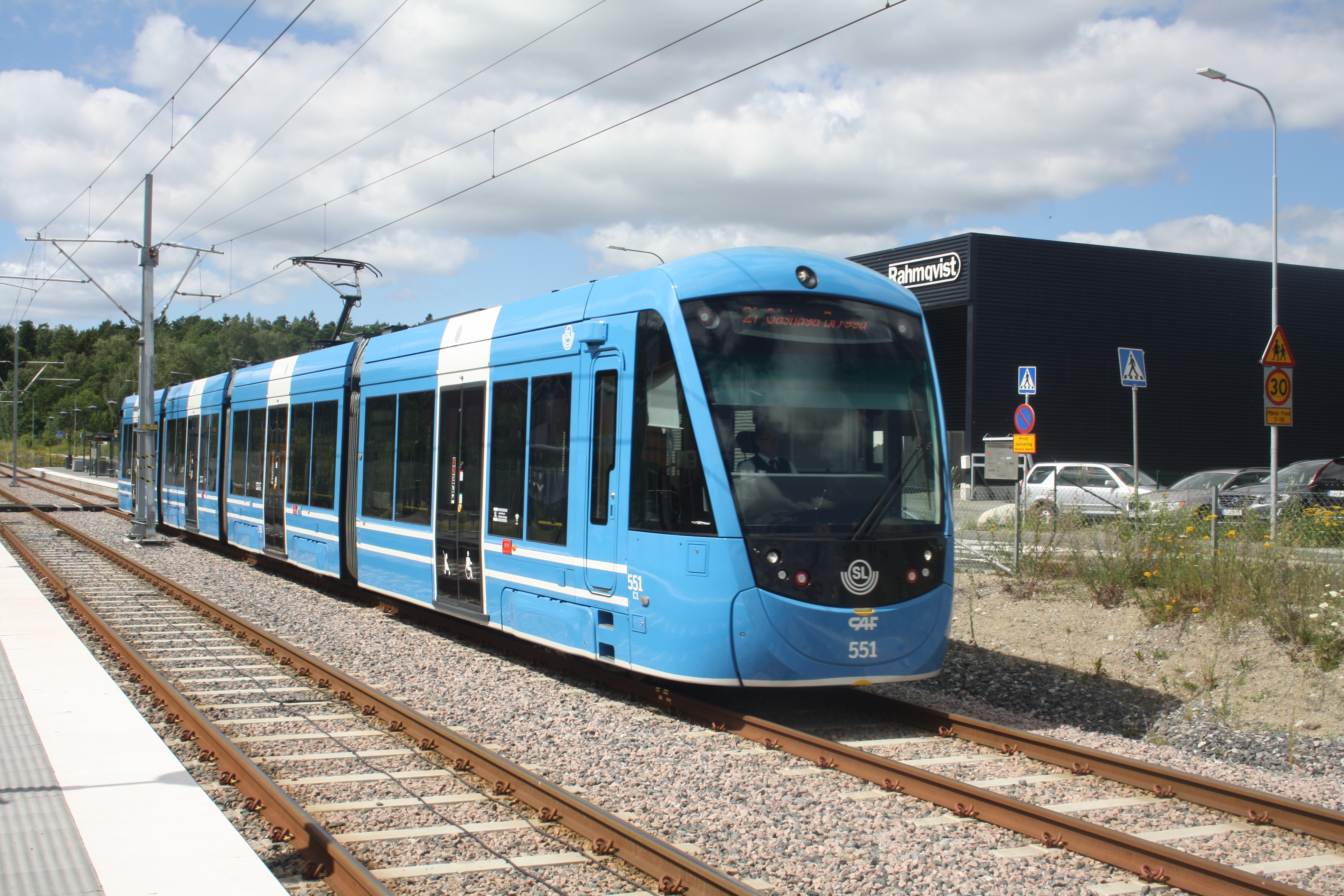
A36, Gåshaga, 2016